# Naturschutzgebiet Gamla Köpstad

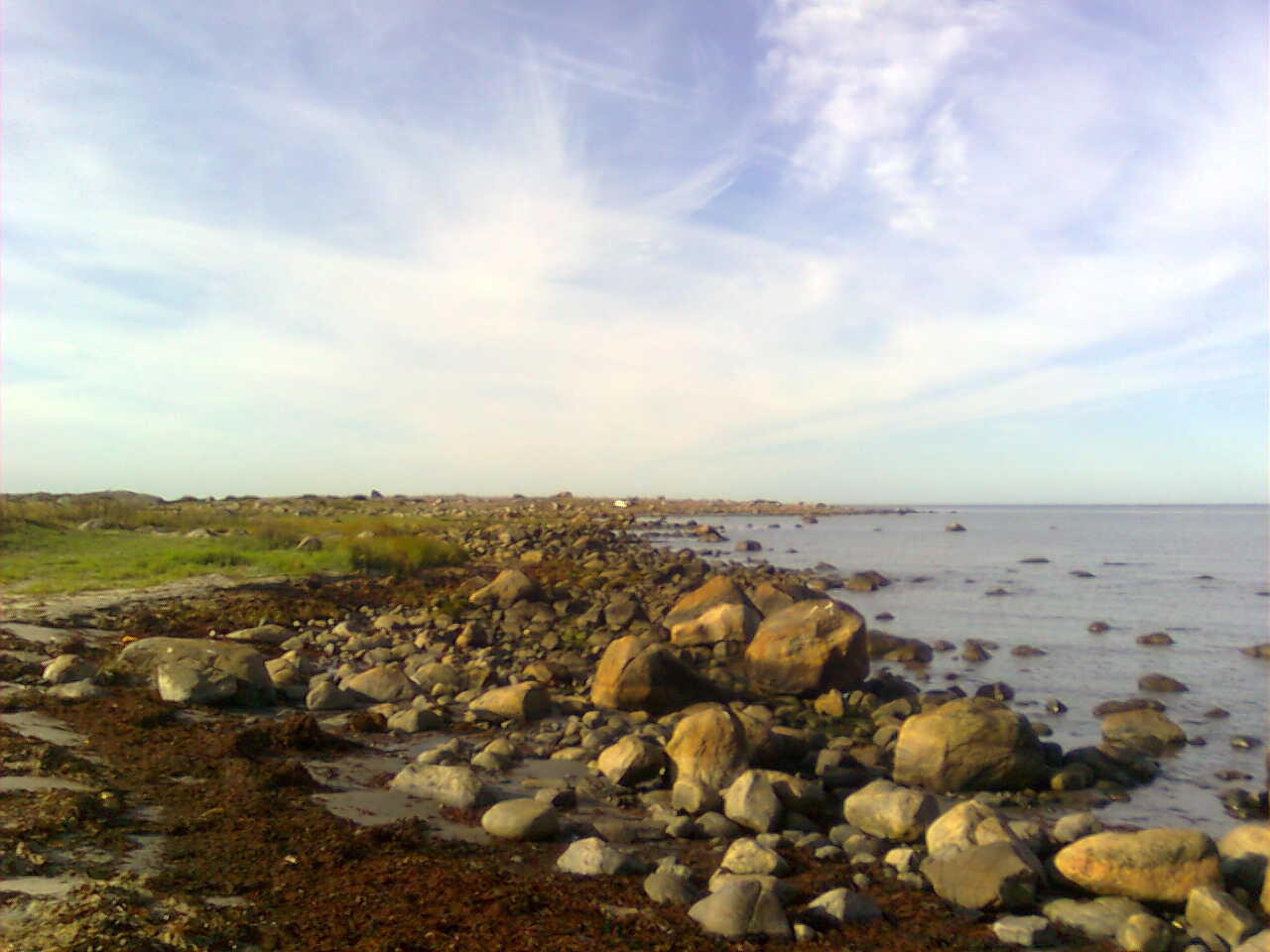
Südlicher Teil des Naturschutzgebiets Gamla Köpstad

Das Naturschutzgebiet Gamla Köpstad ist ein Naturschutzgebiet in der schwedischen Provinz Hallands län, südlich von Varberg.
Der den Orten Gamla Köpstad und Träslövsläge vorgelagerte Küstenstreifen wurde im Jahr 1972 unter Schutz gestellt. Das Naturschutzgebiet ist Natura 2000 klassifiziert und ein wichtiges Brutgebiet für See- und Stelzvögel, angeln und fischen ist im Gebiet nicht gestattet. Es teilt sich in zwei getrennte Gebiete auf.
Der südliche Teil (Gamla Köpstad Södra) umfasst den etwa 3,8 Kilometer langen Küstenstreifen und das vorgelagerte Watt und Feuchtgebiet vor Gamla Köpstad. Das Gebiet umfasst in 1,6 km² Wasserfläche und 2,7 km² Landfläche.
Der nördliche Teil (Gamla Köpstad Norra) befindet sich nördlich von Träslövsläge, schließt die beiden Inseln Rödskär und Svartskär und die sie umgebende Wasserfläche mit ein. Das Gebiet teilt sich auf in 0,36 km² Wasserfläche und 0,48 km² Landfläche.
Am Ortsrand von Gamla Köpstad befinden sich einige Informationstafeln und ein Aussichtsturm, von dem aus man den südlichen Teil des Naturschutzgebiets überblicken kann.